# 정글만리
《정글만리》는 2013년 조정래가 발표한 장편소설이다. 약육강식이 지배하는 중국의 비즈니스 현장을 묘사하였다.
조정래 작가는 "중국이 14억 인구의 내수시장으로 돌아섰는데, 우리가 어떻게 대응하느냐에 한국의 생존이 걸렸습니다. 똑같은 물건을 수출해도 미국에 가는 것보다 중국에 가는 운송비는 3분의 1도 안 되죠. 지금 광화문 사거리가 온통 중국인 관광버스로 가득 차 있어요."라면서 집필동기를 피력하였다.

## 줄거리
신입사원 때 중국으로 발령받아 우연한 기회에 중국인 ‘꽌시’를 얻음과 동시에 회사에 실적으로 인정받아 온 부장 전대광은 권력을 소유한 세관원인 샹원의 의뢰로 대한민국에서 실력 있는 성형외과 의사를 데려온다. 불운의 사고로 수억의 배상금을 무는 바람에 가족을 부양하기 위해 떠밀리다시피 하여 상하이 땅을 밟는 서하원은 급성장하는 중국 성형시장에서 새롭게 일어서기 위해 몸을 사리지 않고 밤낮없이 일하고, 그 덕분에 샹신원과 전대광의 꽌시는 더욱 돈독해진다.
베이징대에서 경영학을 공부하는 20대 청년 송재형은 동아리 활동 중 미모의 중국인 여학생인 리옌링과 사랑에 빠진 데 이어 뒤늦게 역사학에 눈을 뜨고전공을 바꾸기 위해 삼촌인 전대광을 찾는다.  베이징대에서조차 마오쩌둥에 대한 신화화가 지속되는 모순적인 상황을 목도하고 재형은 중국 지식인 계층이 갖고 있는 당에 대한 맹목적 믿음의 이면을 경험하는데…….
한편, 급속한 경제개발 속에서 건설업이 호황을 이루고 있는 가운데 중국 경제계에는 생소한 회사인 골드 그룹이 상하이에 진출하고, 미모의 젊은 여회장 왕링링은 비즈니스맨들 사이에 비상한 관심을 집중시킨다. 베일에 가려진 골드 그룹이 대대적으로 벌이는 건설 사업에 필요한 철강의 수주 건을 획득하기 위해 일본과 한국, 독일의 철강업체는 각축전을 펼친다.
수주 사고로 인해 시안으로 좌천된 김현곤은 전대광의 갑작스러운 연락을 받고 공항으로 마중 나가고, 상하이에 들어설 초대형 종합병원의 철강 납품을 의뢰받는다. 중국 정부의 서부대개발 바람을 타고 골드 그룹도 시안에 진출하면서 건축 총괄사장인 앤디 박이 김현곤을 찾는다.
프랑스 명품 회사 이사인 자크 카방은 광저우의 큰손 리완싱에게 가공한 옥과 보석을 납품받는다. 그는 중국인들의 뛰어난 수공예 기술과 싼 인건비를 이용해 유럽시장에 명품 액세서리와 장식품을 공급하고, 이는 프랑스 본사에 제2의 전성기를 만들어준다. 그러나 사업가로서 녹록지 않은 리완싱은 자크 카방의 요구에 맞추어주지 않고, 점점 더 힘겨루기는 어려워지는데…….

## 등장인물
- 전대광

대학을 졸업하고 종합상사에 취직해 중국에 파견된 이후 십여 년 동안 중국의 경제 성장 속에서 사회주의에 침투한 자본주의를 가장 가까이에서 목격해 온 40대 중반의 한국인 비즈니스맨.
- 서하원

전도유망했으나 예기치 못한 의료사고로 하루아침에 나락으로 떨어진 성형외과 의사. 한류의 붐을 타고 중국 내 성형시장에서 재기를 꿈꾼다.
- 김현곤

한국 철강기업의 부장으로 열심히 일하던 중 수주한 프로젝트가 중국 내 알력 싸움으로 무산되자 중국 동부지방보다 개발이 더디게 진행되고 있는 서부의 시안으로 좌천된다.
- 샹신원

상하이 세관원의 높은 직위인 주임이자 중국 정치의 중심인 상하이방의 일원. 세관을 통과하려면 반드시 거쳐야 할 정도로 막대한 권력을 가졌기에 그로 인한 비리로 부를 쌓고, 본처를 두고 축첩을 하는 등 중국 부유층의 세태를 두루 보여주는 인물.
- 송재형

중국 최고의 대학 중 하나인 베이징대에서 유학 중인 전대광의 조카. 부모님의 권유로 경영학과에 진학했지만 중국의 역사와 문화를 접하고 더 깊이 공부하고자 전과한다. 사회의 변화에도 불구하고 수재들조차 버리지 못하는 중화사상과 당에 대한 믿음에 놀라움을 금치 못한다.
- 리옌링

베이징대 역사학과에서 공부하는 광저우 거부의 딸로 송재형과 역사탐방을 다니며 사랑을 키운다. 보통의 20대 중국 여성들처럼 자유연애에는 거부감이 없지만, 아버지의 축첩 사실을 알고는 분노한다.
- 왕링링

거침없는 사업수완으로 단기간에 재계의 큰손이 된 골드 그룹의 회장. 젊고 아름답고 섹시한 몸매로 상하이에서 화제의 중심이 되었으나, 출신지는 미국이나 자금의 근거 등이 알려지지 않아 사람들에게 궁금증을 자아낸다.

## 비판
충남대학교 영문과 오길영 교수는 독자가 소설을 읽는 핵심 이유는 경제적 분석이나 정보의 습득이 아니다라며 중국 사회의 돈벌이를 '정글'로만 단순화시키고, 미적 통찰이 부족하다고 지적하였다.